# Intimidade Sonora
Intimidade Sonora é o décimo segundo álbum de estúdio do cantor Kim, lançado em 2013 pela gravadora Sony Music Brasil, produzido pelo baixista da banda Catedral Julio Cezar.
No projeto,  o cantor mantém sua veia romântica e ainda explora canções de teor mais religioso. "Mantenho a mesma linha de nosso trabalho da banda, ou seja, falamos de amor, das coisas de Deus, dos conceitos cristãos, mas sempre fugindo do óbvio e dos estereótipos. Não fazemos nossa música voltada a apenas um grupo fechado. Creio que nossa música pode e deve atingir pessoas das mais variadas áreas e pensamentos" afirma o cantor. O Álbum contém músicas inéditas e regravações da carreira solo e da banda Catedral, no qual é vocalista. O álbum é caracterizado pela pegada MPB e música eletrônica, na faixa ''Tô Contigo e Não Abro Jesus''.

## Faixas
1. Muito Obrigado
2. O Mundo Precisa de Deus
3. Sempre Apaixonado
4. Com Você
5. A Confirmação Divina de Amar
6. Sobrenatural
7. Simplesmente
8. Por Te Conhecer
9. Me Diz
10. Linda Minha
11. O Amor é um Presente
12. Eu Quero Apenas Falar de Amor
13. Você pode me Beijar
14. Será Difícil
15. Tô Contigo e Não Abro Jesus